# Witham
Witham je řeka v anglickém hrabství Lincolnshire, dlouhá 132 km. Pramení u vesnice South Witham v nadmořské výšce 130 metrů. Teče zprvu k severu a nedaleko Ancasteru překonává vápencový hřeben, pak se tok obrací jihovýchodním směrem. Protéká městy Grantham, Lincoln a Boston. Vlévá se se do The Wash, zálivu Severního moře. Ústí řeky se přesunulo v důsledku velké povodně, která východní pobřeží Anglie zasáhla v roce 1014.
Na dolním toku je řeka regulována a slouží k dopravě. Průplav Foss Dyke spojuje Witham s řekou Trent. V Lincolnu vede přes řeku High Bridge z roku 1160, nejstarší britský most, na kterém stojí domy.
Podle řeky je pojmenován Withamský štít z doby železné, nalezený v roce 1826 nedaleko Washingboroughu.